# Kaija Mustonen

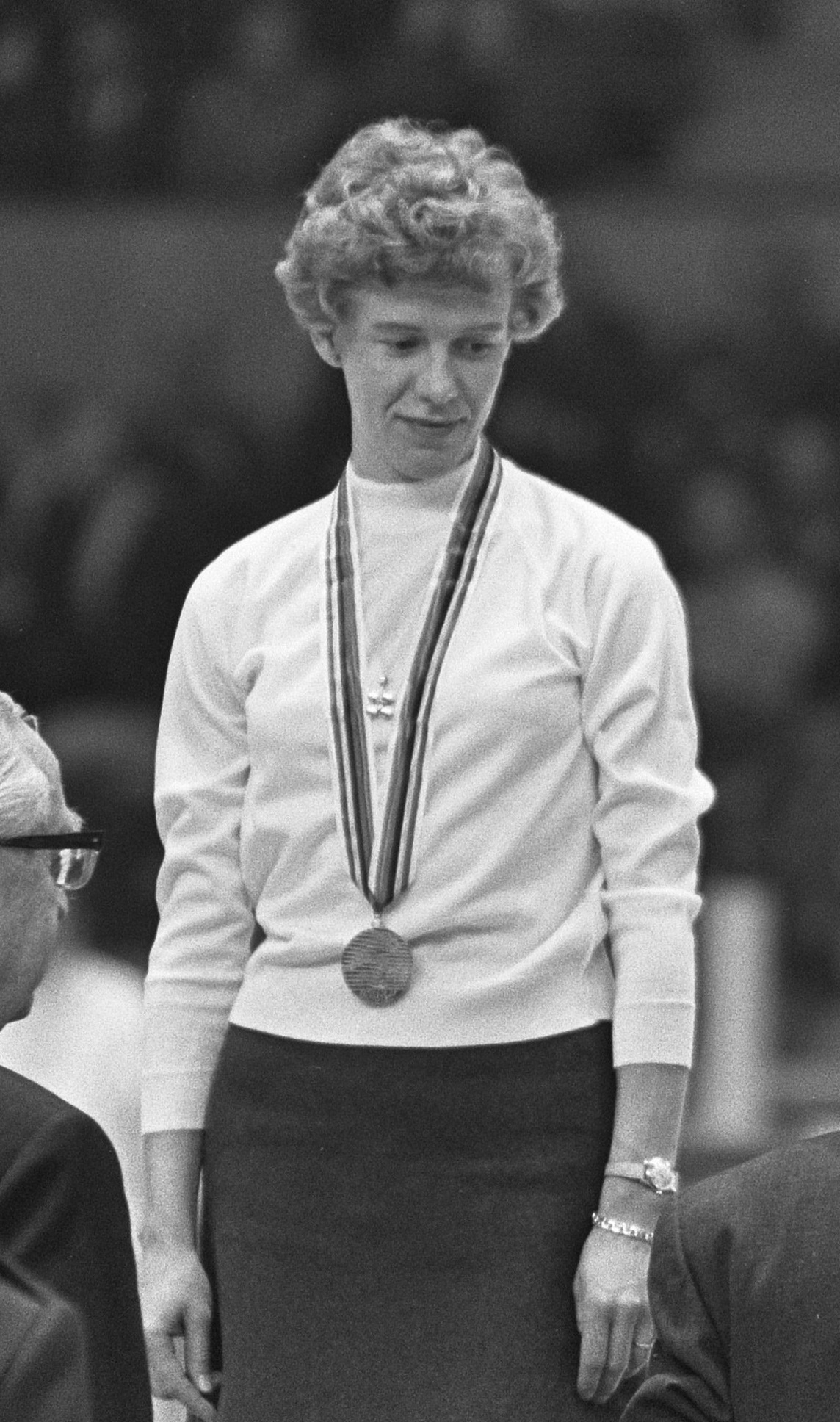
Kaija Mustonen, 1968

Kaija Marja Mustonen (* 4. August 1941 in Helsinki) ist eine ehemalige finnische Eisschnellläuferin.
Ihre ersten großen Erfolge feierte sie bei den Olympischen Winterspielen 1964 in Innsbruck, als sie über 1500 Meter Silber und über 1000 Meter Bronze gewann.
1968 krönte sie ihre Laufbahn mit dem Gewinn der olympischen Goldmedaille über 1500 Meter in Grenoble. Über 3000 Meter errang sie außerdem die Silbermedaille.
Sie ist seit 1968 der letzte finnische Olympiateilnehmer der im Eisschnelllauf eine Medaille gewann (Stand 2024).